# Joseph L. Birman
Joseph Leon Birman (* 21. Mai 1927 in New York City; † 1. Oktober 2016 in New Rochelle)  war ein US-amerikanischer theoretischer Festkörperphysiker.

## Leben
Birman war der Sohn eines Verkäufers, ging auf die Bronx High School of Science (Abschluss 1943), studierte am City College of New York mit dem Bachelor-Abschluss 1947 sowie an der Columbia University mit dem Master-Abschluss 1950 und der Promotion in theoretischer Chemie 1952. Danach war er rund zehn Jahre an einem Elektronik- und Telekommunikations-Forschungslabor (den späteren GTE Research Labs in Queens) in New York (Leiter Lumineszenz). Ab 1962 war er Professor an der New York University und ab 1974 Professor am City College of New York. Zuletzt war er dort Distinguished Professor.
1969/70 war er Gastprofessor in Paris. 1974 wurde er Ehrendoktor in Rennes. Er war Guggenheim Fellow, Lady Davis Fellow am Technion in Haifa, und war Fellow der American Physical Society, der Japan Society for the Promotion of Science und der New York Academy of Sciences.
Birman organisierte schon in den 1970er Jahren Symposien zwischen amerikanischen und sowjetischen Wissenschaftlern in Moskau, New York und Sankt Petersburg. Er unterstützte insbesondere meist jüdische Wissenschaftler in der Sowjetunion, denen die Ausreise verweigert wurde (Birman selbst war der Enkel jüdischer Großeltern, die aus Russland emigrierten). In den 1990er Jahren organisierte er mit Pierre Hohenberg ein Unterstützungsprogramm für in die USA emigrierte Wissenschaftler, besonders aus Osteuropa und China. 2010 erhielt er den Andrei Sakharov Prize der American Physical Society, deren Komitee für Menschenrechte er angehörte. 2006 erhielt er den Heinz R. Pagels Human Rights of Scientists Award  der New York Academy of Sciences.
Er war seit 1950 mit der Mathematikerin Joan Birman verheiratet. Sie haben zwei Söhne und eine Tochter.

## Schriften
- Theory of Crystal Space Groups and Lattice Dynamics: Infrared and Raman Optical Process in Insulating Crystals. In: Handbuch der Physik. 1974, doi:10.1007/978-3-642-69707-4_1